# Comuna Samhorodok, Skvîra
Samhorodok (în ucraineană Самгородок) este o comună în raionul Skvîra, regiunea Kiev, Ucraina, formată din satele Novîi Șleah, Samhorodok (reședința) și Savran.

## Demografie
Componența lingvistică a comunei Samhorodok
     Ucraineană (99,35%)
     Alte limbi (0,65%)
Conform recensământului din 2001, majoritatea populației comunei Samhorodok era vorbitoare de ucraineană (99,35%), existând în minoritate și vorbitori de alte limbi.